# 唐順棋
唐 順棋（とう じゅんき、1929年1月16日 - ）は、日本の映画監督である。神奈川県横浜市生まれ、国籍は中華人民共和国である。日本名唐沢 二郎（からさわ じろう）、別名早坂 紘（はやさか こう）あるいは早坂 絋清（はやさか こうせい）の名でも活動した。「早坂絋」「早坂絃」「早坂宏」と記されることもある。おもにテレビ映画において「唐順棋」、劇場用映画において「唐沢二郎」「早坂紘」を使い分けた。連続テレビ映画『水滸伝』、『西遊記』では時代考証を手がけた。

## 人物・来歴

### 時代劇の助監督から月光仮面へ
1929年（昭和4年）1月16日、神奈川県横浜市中区元町に生まれる。『日本映画監督全集』によれば、本籍は中華人民共和国上海市延安東路にあるといい、同国は1949年（昭和24年）10月1日に建国されており、同書の記述が正しければ同国建国以降のものであり、唐の誕生の時点では同地は中華民国に属していた。旧制・神奈川県立横浜第三中学校（現在の神奈川県立横浜緑ケ丘高等学校）、旧制・第一高等学校（現在の東京大学教養学部）文科甲類を卒業し、第二次世界大戦後、京都大学法学部に進学した。同学在学時の友人に当時の東映京都撮影所長であり、かつてのマキノ・プロダクション總務部次長であった長橋善語（長橋達夫）の子がおり、唐は長橋の薫陶を受けて映画界入りを決意したという。
1953年（昭和28年）3月、同学を卒業するとともに、高村将嗣の宝プロダクション（京都市右京区）に入社する。同社は当初は新東宝配給作品を製作していたが、東映配給に変更になり、同年には自主製作を中止、東映京都撮影所とステージ賃借契約を結んだ会社である。唐は当初はマキノ雅弘、ついで渡辺邦男、中川信夫に師事した。当時同社の助監督部には加藤泰の弟子として船床定男がいた。同社は1958年（昭和33年）には倒産するが、唐はすでにその前に退社しており、倒産前年の1957年（昭和32年）4月2日、同4月23日に東宝が製作・配給して公開された『早く帰ってコ』、『東京だヨおッ母さん』の2作にチーフの船床、セカンドの永倉君平につぐサード助監督としてクレジットされている。宝プロダクションが倒産するころには、船床らとともに宣弘社と契約を結び、連続テレビ映画『月光仮面』で監督に抜擢された船床のチーフ助監督を務める。1958年11月4日に放映開始した『遊星王子』では、唐沢 二郎の名で監督に昇進した。

### 黎明期のピンク映画とテレビ時代劇の往復
1963年（昭和38年）、宣弘社との契約期間満了に伴い、かつて東宝のプロデューサーであった本木荘二郎に奨められ、成人映画『0の情痴』を監督する。翌1964年（昭和39年）には歌舞伎座テレビ室と契約を結び、テレビ映画の世界に戻りつつ、本木荘二郎のシネユニモンドで、『性の爆発』（1965年）、『情痴の果て』（同）、『女・三百六十五夜』（1966年）を「唐沢二郎」の名で発表する。1968年（昭和43年）4月には、大井由次（小諸次郎）の青年群像で『女の秘絵図』を早坂 絋清の名で発表、同年7月には同じく青年群像で『0の陰獣 日本性犯罪史』を早坂 紘の名で発表、以降これが唐の第3の名となる。この時期、歌舞伎座テレビ室では助監督を務めており、1969年（昭和44年）4月28日に放映開始された連続テレビ映画『木石』（原作舟橋聖一）で監督に昇進した。
1970年（昭和45年）7月4日に放映開始された連続テレビ映画『日本怪談劇場』では、全13話中12話で「監督補」を務め、第8話『怪談・首斬り浅右衛門』（同年8月22日放映）では監督を務めた。1970年代の前半においては、『蛇姫様』（原作川口松太郎、1972年放映）、『怪談』（1972年放映）、『ご存知時代劇』（1973年放映）といった連続テレビ映画の監督を務め、1973年（昭和48年）10月2日に放映を開始した『水滸伝』（製作国際放映）では「時代考証」とクレジットされる等、テレビ映画を手がけるかたわら、「唐沢二郎」「早坂紘」を使い分けて多くの成人映画を発表した。この時代に手がけた成人映画作品は、「コメディ・ピンク」と呼ぶべき「明るく軽妙なタッチ」の作品であったという。『水滸伝』で初めて手がけた「時代考証」については、考証家の林美一に高く評価された。
1970年代の後半においては、1978年（昭和53年）10月1日に放映を開始した『西遊記』（製作国際放映）の「時代考証」を手がけた以外は、精力的に成人映画の演出に取り組んだ。同年2月25日に公開された『刺青』は、「唐順棋」名義でクレジットされた最初で最後の監督作であり、同作は凡天太郎と共同で監督したほか、凡天とともに出演もしている。1979年（昭和54年）6月5日に公開された『トルコ拷問 激痛』に始まる「トルコ拷問シリーズ」は、シリーズ6作中4作を「早坂紘」名義で手がけている。映画監督の旦雄二が「早坂紘」に師事したのはこの時代（1975年 - 1978年）である。
1980年（昭和55年）4月9日に放映を開始した『斬り捨て御免!』では、全3シーズンを通じて合計16話を監督した。1982年（昭和57年）6月に公開された『衝撃マントル 淫室密写』が記録に残る最後の劇場用映画である（「早坂紘」名義）。テレビ映画も、1983年（昭和58年）3月16日に放映された『眠狂四郎円月殺法』第17話『美女姫身代り残忍剣-白須賀の巻-』を監督したのが最後である。満54歳の時点で作品的には沈黙した。
東京国立近代美術館フィルムセンターは、唐の監督作のうち、『男と女 ポルノ四十八態』、『痴漢クラブ 熱い肌の誘惑』、『ベッドマナー 男いびり』、『発情 おんな寝物語』の4作の上映用ポジプリントを所蔵している。

## フィルモグラフィ
クレジットは特筆以外はすべて「監督」である。クレジットされた名はすべて名義を明記した。東京国立近代美術館フィルムセンター（NFC）等の所蔵状況についても記す。

### 1950年代
- 『早く帰ってコ』：監督斎藤達雄、製作・配給東宝、1957年4月2日公開 - サード助監督・「唐順棋」名義
- 『東京だヨおッ母さん』 : 監督斎藤達雄、製作・配給東宝、1957年4月23日公開 - サード助監督・「唐順棋」名義
- 『月光仮面』：監督船床定男、製作宣弘社プロダクション/KRテレビ、1958年2月24日 - 1959年7月5日放映（連続テレビ映画） - 助監督・「唐順棋」名義
- 『遊星王子』：製作宣弘社プロダクション/日本テレビ放送網、1958年11月4日 - 1959年9月30日放映（連続テレビ映画） - 監督・「唐沢二郎」名義

### 1960年代
- 『0の情痴』：1963年公開[1]
- 『性の爆発』：主演早見京子、製作シネユニモンド、1965年7月公開（映倫番号 14024） - 「唐沢二郎」名義
- 『情痴の果て』[1][4]（『情事の果て』[5]）：製作高木丈夫、脚本団慎吾、主演山中溪子、製作シネユニモンド、配給明光セレクト、1965年11月公開（映倫番号 14231） - 「唐沢二郎」名義
- 『女・三百六十五夜』：製作高木丈夫、脚本団慎吾、主演・歌新高恵子、製作シネ・ユニモンド、配給明光セレクト、1966年2月公開（映倫番号 14374） - 高木丈夫と共同で監督・「唐沢二郎」名義
- 『女の秘絵図』：製作青年群像、1968年4月公開（映倫番号 15339） - 「早坂絋清」名義
- 『0の陰獣 日本性犯罪史』：主演一星ケミ、製作青年群像、1968年7月公開（映倫番号 15413） - 「早坂絋」名義
- 『舌なめずり』：製作青年群像、1968年9月公開（映倫番号 15508） - 「早坂絋」名義
- 『裸身の新妻』：製作青年群像、1969年1月公開（映倫番号 15686） - 「唐沢二郎」名義
- 『木石』：原作舟橋聖一、製作歌舞伎座テレビ室/フジテレビジョン、1969年4月28日 - 同年7月25日放映（連続テレビ映画） - 「唐沢二郎」名義
- 『泣き寝入り』：製作早坂プロダクション、配給ミリオンフィルム、1969年10月公開（映倫番号 16074） - 「早坂絋」名義

### 1970年代
- 『女の放し飼い』：製作関東映配、1970年1月公開（映倫番号 不明） - 「早坂絋」名義
- 『色と穴と銭』：製作ミリオンフィルム、1970年4月公開（映倫番号 16323） - 「早坂絋」名義
- 『遠い砂丘』：製作東海テレビ放送・歌舞伎座テレビ室[16]/フジテレビジョン、1970年3月30日 - 同年6月26日放映（連続テレビ映画） - 「唐順棋」名義
- 『日本怪談劇場』：製作歌舞伎座テレビ室/東京12チャンネル、1970年7月4日 - 同年9月26日放映（連続テレビ映画）
  1. 『怪談・蚊食鳥』：監督土居通芳、1970年7月4日放映 - 監督補・「唐順棋」名義
  2. 『怪談・牡丹灯籠 鬼火の巻』：監督中川信夫、1970年7月11日放映 - 監督補・「唐順棋」名義
  3. 『怪談・牡丹灯籠 蛍火の巻』：監督中川信夫、1970年7月18日放映 - 監督補・「唐順棋」名義
  4. 『怪談・宇津谷峠』：監督島津昇一、1970年7月25日放映 - 監督補・「唐順棋」名義
  5. 『怪談・皿屋敷』：監督宮下泰彦、1970年8月1日放映 - 監督補・「唐順棋」名義
  6. 『四谷怪談 稲妻の巻』：監督堀内真直、1970年8月8日放映 - 監督補・「唐順棋」名義
  7. 『四谷怪談 水草の巻』：監督堀内真直、1970年8月15日放映 - 監督補・「唐順棋」名義
  8. 『怪談・首斬り浅右衛門』：1970年8月22日放映 - 監督・「唐順棋」名義
  9. 『怪談・宵宮雨』：監督土居通芳、1970年8月29日放映 - 監督補・「唐順棋」名義
  10. 『怪談・笠森お染 幽霊茶屋』：監督外山徹、1970年9月5日放映 - 監督補・「唐順棋」名義
  11. 『怪談・耳無し芳一』：監督堀内真直、1970年9月12日放映 - 監督補・「唐順棋」名義
  12. 『怪談・乳房の呪い』：監督松永利昭、1970年9月19日放映 - 監督補・「唐順棋」名義
  13. 『怪談・雪女』：監督土居通芳、1970年9月26日放映 - 監督補・「唐順棋」名義
- 『美女・痴女・魔女』：製作ミリオンフィルム、1970年12月公開（映倫番号 16589） - 「早坂絋」名義
- 『肉のつまみぐい』（『性のつまみぐい』）：製作ミリオンフィルム、1971年9月公開（映倫番号 16852） - 「早坂絋」名義
- 『あ～SEX いじめられたり、いじめたり』：主演藤ひろ子、製作ミリオンフィルム、1971年公開（映倫番号 不明） - 「早坂絋」名義

- 『蛇姫様』：原作川口松太郎、主演三浦布美子、製作歌舞伎座テレビ室/東京12チャンネル、1972年1月2日 - 同年3月26日放映（連続テレビ映画） - 「唐沢二郎」名義
- 『夫婦ごっこ』：主演宮下順子、製作ミリオンフィルム、1972年3月公開（映倫番号 17120） - 「唐沢二郎」名義
- 『入浴は情事の前に』：主演青山美沙、製作ミリオンフィルム、1972年6月公開（映倫番号 17210） - 「唐沢二郎」名義
- 『怪談』：製作歌舞伎座テレビ室/毎日放送、1972年放映（連続テレビ映画）
  - 第1回『四谷怪談 』：監督山田達雄、1972年7月21日放映 - チーフ助監督・「唐順棋」名義
  - 第5回『怨霊まだら猫』：監督山田達雄、1972年8月25日放映 - チーフ助監督・「唐順棋」名義
  - 第7回『地獄へつづく甲州路』：1972年9月8日放映 - 監督・「唐順棋」名義
- 『私は我慢できない』:製作ミリオンフィルム、1972年10月公開（映倫番号 17398） - 「唐沢二郎」名義

- 『ご存知時代劇』:1973年1月4日 - 同年3月29日放映（連続テレビ映画）
  - 第9回『伊豆の佐太郎』:1973年3月1日放映 - 監督・「唐順棋」名義
- 『人妻交換 熟れた悶え』:製作ミリオンフィルム、1973年5月公開（映倫番号 17593） - 「唐沢二郎」名義
- 『男と女 ポルノ四十八態』[3]（『ポルノ四十八態』[4][5]）:企画津島友孝、製作・脚本小諸次郎、主演島江梨子、製作青年群像[3]、配給ミリオンフィルム、1973年6月公開（映倫番号 17615） - 「唐沢二郎」名義、67分の上映用ポジプリントをNFCが所蔵[3]
- 『痴漢クラブ 熱い肌の誘惑』[3]（『熱い肌の誘惑』[4][5]）:企画津島友孝、製作・脚本小諸次郎、主演泉ユリ、製作青年群像、配給ミリオンフィルム、1973年7月公開（映倫番号 17719） - 「早坂絋」名義、64分の上映用ポジプリントをNFCが所蔵[3]
- 『ベッドマナー 男いびり』:企画津島友孝、製作・脚本小諸次郎、主演青山美沙、製作青年群像、配給ミリオンフィルム、1973年9月公開（映倫番号 17781） - 「早坂絋」名義、66分の上映用ポジプリントをNFCが所蔵[3]
- 『水滸伝』:監督舛田利雄・高橋繁男・中川信夫・小沢啓一・西河克己・降旗康男・富本壮吉・村野鐵太郎・小俣堯・山崎大助、製作国際放映/日本テレビ放送網、1973年10月2日 - 1974年3月26日放映（連続テレビ映画） - 時代考証・「唐順棋」名義

- 『発情 おんな寝物語』:企画津島友孝、製作・脚本小諸次郎、主演泉ユリ、製作・配給ミリオンフィルム、1974年1月公開（映倫番号 17885） - 「唐沢二郎」名義、64分の上映用ポジプリントをNFCが所蔵[3]
- 『桃色OL派出会』:製作ミリオンフィルム、1974年3月公開（映倫番号 17970） - 「唐沢二郎」名義
- 『白い滑走路』:監督番匠義彰・大槻義一・前田陽一・今井雄五郎・井上梅次・山本邦彦、製作松竹・バリアンツ・TBS、1974年4月5日 - 同年9月27日放映（連続テレビ映画） - 監督補・「唐順棋」名義
- 『エロ事周旋屋』:製作東映ビデオ、1974年5月公開（映倫番号 18013） - 「唐沢二郎」名義
- 『純情OL日記 誘惑』：製作東映ビデオ、1974年6月公開（映倫番号 18068） - 「早坂絋」名義
- 『SEX相談室 情事四十八態』：製作東映ビデオ、1974年8月公開（映倫番号 18106） - 「早坂絋」名義
- 『発情OL SEXローン』：製作東映ビデオ、1974年10月公開（映倫番号 18157） - 「唐沢二郎」名義
- 『女ざかり 密室の歓び』：製作東映ビデオ、1974年11月公開（映倫番号 18216） - 「唐沢二郎」名義

- 『淫乱女子更衣室』：主演東祐里子、製作東映ビデオ、1975年3月公開（映倫番号 18293） - 「唐沢二郎」名義
- 『婦人科秘話 女医の診察室』：主演南ユキ、製作ミリオンフィルム、1975年7月公開（映倫番号 18411） - 「唐沢二郎」名義
- 『挑発!女子大生』：企画浅間義一、脚本池田正一、主演鏡レオ、製作東映ビデオ、1975年9月公開（映倫番号 18488） - 「唐沢二郎」名義
- 『痴漢快楽境』：主演泉ユリ、製作大蔵映画、1976年7月31日公開（映倫番号 18782） - 「早坂絋」名義（関孝二説あり）
- 『性道男一代』：主演南ゆき、製作・配給大蔵映画、1976年9月11日公開（映倫番号 18851） - 「早坂絋」名義
- 『女医の告白 産科婦人科』：主演北洋子、製作ミリオンフィルム、1976年11月23日公開（映倫番号 18894） - 「早坂絋」名義
- 『女高生性の乱れ』：主演青野梨魔、製作大蔵映画、1977年1月11日公開（映倫番号 18957） - 「早坂絋」名義
- 『子種入用 お腹貸します』：主演南ゆき、製作大蔵映画、1977年2月12日公開（映倫番号 18982） - 「早坂絋」名義
- 『変態婦人科医』：企画関原正雄、脚本池田正一、主演星亜也子、製作関東ムービー配給社、配給大蔵映画、1977年3月4日公開（映倫番号 19021） - 「早坂絋」名義
- 『強欲暴姦魔』：主演原悦子、製作青年群像、配給ミリオンフィルム、1977年5月公開（映倫番号 19079） - 「早坂絋」名義
- 『快楽痴漢バス』：主演北川玲子、製作青年群像、配給ミリオンフィルム、1977年8月公開（映倫番号 19126） - 「早坂絋」名義
- 『ラブホテル 舐める』：主演杉佳代子、製作青年群像、配給ミリオンフィルム、1977年11月公開（映倫番号 19187） - 「唐沢二郎」名義
- 『刺青』：主演潤まり、製作ユニバースプロモーション、配給東映、1978年2月25日公開（映倫番号 18688） - 凡天太郎と共同で監督・出演・「唐順棋」名義
- 『西遊記』：監督渡邊祐介・福田純・山崎大助・田中康隆・池広一夫・黒田義之・青木敏、製作国際放映/日本テレビ放送網、1978年10月1日 - 1979年4月1日放映（連続テレビ映画） - 時代考証・「唐順棋」名義

- 『絶倫トルコマンション 密戯』：主演中野リエ、製作青年群像、配給ミリオンフィルム、1979年3月6日公開（映倫番号 19673） - 「早坂絋」名義
- 『トルコ拷問 激痛』：主演笹木ルミ、製作青年群像、配給ミリオンフィルム、1979年6月5日公開（映倫番号 19764） - 「早坂絋」名義
- 『トルコ拷問 悶絶』：主演松本レイ、製作青年群像、配給ミリオンフィルム、1979年10月2日公開（映倫番号 19861） - 「早坂絋」名義
- 『聖女わななき』[4]（『聖女わななく』[5]）：主演吉田康代、製作青年群像、配給ミリオンフィルム、1979年11月6日公開（映倫番号 19903） - 「早坂絋」名義

### 1980年代
- 『トルコ拷問 搾る』：主演豪田路世留、製作・配給ミリオンフィルム、1980年1月8日公開（映倫番号 19944） - 「早坂絋」名義
- 『変態みだら指』：主演笹木ルミ、製作ミリオンフィルム、1980年3月4日公開（映倫番号 19974） - 「早坂絋」名義
- 『斬り捨て御免!』：製作東京12チャンネル/歌舞伎座テレビ、1980年4月9日 - 同年9月24日放映（連続テレビ映画）
  - 第19話『黄金地獄の闇を斬る』：1980年8月6日放映 - 監督・「唐順棋」名義
  - 第20話『闇夜に笑う天狗の面』：1980年8月13日放映 - 監督・「唐順棋」名義
  - 第25話『野獣討つべし』：1980年9月17日放映 - 監督・「唐順棋」名義
  - 第26話『江戸城危機一髪』（最終回）：1980年9月24日
- 『トルコ拷問 咬む』：主演朝霧ユカ、製作青年群像、配給ミリオンフィルム、1980年8月公開（映倫番号 110127） - 「早坂絋」名義
- 『痴漢公園 さすり泣き』：主演浦野あすか、製作青年群像、配給ミリオンフィルム、1980年11月公開（映倫番号 110184） - 「早坂絋」名義

- 『肉の罠 はめる!』：主演竹村祐佳、製作ミリオンフィルム、1981年5月公開（映倫番号 110396） - 「早坂絋」名義（小諸次郎説あり）
- 『女子学生わななく』：主演豪田路世留、製作ミリオンフィルム、1981年9月公開（映倫番号 110511） - 「早坂絋」名義
- 『斬り捨て御免!』（第2シリーズ）：製作テレビ東京/歌舞伎座テレビ、1981年4月8日 - 同年9月16日放映（連続テレビ映画）
  - 第5話『女呪いの双つぼくろ』：1981年4月29日放映 - 監督・「唐順棋」名義
  - 第8話『花吹雪獄門剣』：1981年5月20日放映 - 監督・「唐順棋」名義
  - 第15話『幽鬼が狙った瓦版』：1981年7月8日放映 - 監督・「唐順棋」名義
  - 第16話『闇夜になく母子鶴』：1981年7月15日放映 - 監督・「唐順棋」名義
  - 第21話『女を漁る凶悪の牙』：1981年8月19日放映 - 監督・「唐順棋」名義
  - 第22話『江戸浪人街の血闘』：1981年8月26日放映 - 監督・「唐順棋」名義
  - 第24話『死を呼ぶ子守唄』：1981年9月9日放映 - 監督・「唐順棋」名義
- 『お命頂戴!』：製作テレビ東京/歌舞伎座テレビ、1981年10月7日 - 同年12月30日放映（連続テレビ映画）
  - 第2回『血染めの陰謀絵図』：1981年10月14日放映 - 監督・「唐順棋」名義
  - 第5回『孤剣闇を裂く』：1981年11月4日放映 - 監督・「唐順棋」名義
  - 第10回『影を操る極悪人』：1981年12月9日放映 - 監督・「唐順棋」名義

- 『衝撃マントル 淫室密写』：主演山地美貴、製作ミリオンフィルム、1982年6月公開（映倫番号 110786） - 「早坂絋」名義
- 『斬り捨て御免! PART3』：製作テレビ東京/歌舞伎座テレビ、1982年6月9日 - 同年11月17日放映（連続テレビ映画）
  - 第6話『暗闇目付が仕掛けた必殺罠』：1982年7月14日放映 - 監督・「唐順棋」名義
  - 第7話『謀略血で染めた御用金強奪』：1982年7月21日放映 - 監督・「唐順棋」名義
  - 第14話『生き地獄女悪鬼の棲む館』：1982年9月8日放映 - 監督・「唐順棋」名義
  - 第16話『狙われた姫 魔界の女呪術師』：1982年9月22日放映 - 監督・「唐順棋」名義
  - 第20話『女ねずみが天井裏で鳴く』：1982年11月3日放映 - 監督・「唐順棋」名義
- 『眠狂四郎円月殺法』：製作テレビ東京/歌舞伎座テレビ、1982年11月24日 - 1983年3月30日放映（連続テレビ映画）
  - 第10話『無頼子連れ旅必殺剣-府中の巻-』：1983年1月26日放映 - 監督・「唐順棋」名義
  - 第17話『美女姫身代り残忍剣-白須賀の巻-』：1983年3月16日放映 - 監督・「唐順棋」名義